# 斯里阿曼县

斯里阿曼县

斯里阿曼县（英語： 馬來語：）是砂拉越斯里阿曼省下辖的其中一个县，总面积有1327平方公里，县城是成邦江镇。诗里阿曼县下辖有两个副县：龙芽副县（Lingga Sub-District）和板督副县（Pantu Sub-District）。县里有两座小镇：成邦江镇（Pekan Simanggang）及拉招镇（Pekan Lachau）。

## 地理
根据2002年的新界限，诗里阿曼县面积覆盖可整个鲁巴河（Batang Lupar）流域，从龙芽镇至到实克朗上游（Hulu Skrang），以及包括鲁巴河所有的支流除了峇丹艾河（Sungai Batang Ai）。新界限成立后，之前斯里阿曼县里的裕南副县如今已是木中省管辖区内的一个副县。